# Afrixalus orophilus
Afrixalus orophilus е вид земноводно от семейство Hyperoliidae. Видът е световно застрашен, със статут Уязвим.

## Разпространение
Разпространен е в Бурунди, Демократична република Конго, Руанда и Уганда.

## Описание
Популацията на вида е намаляваща.